# Vitra

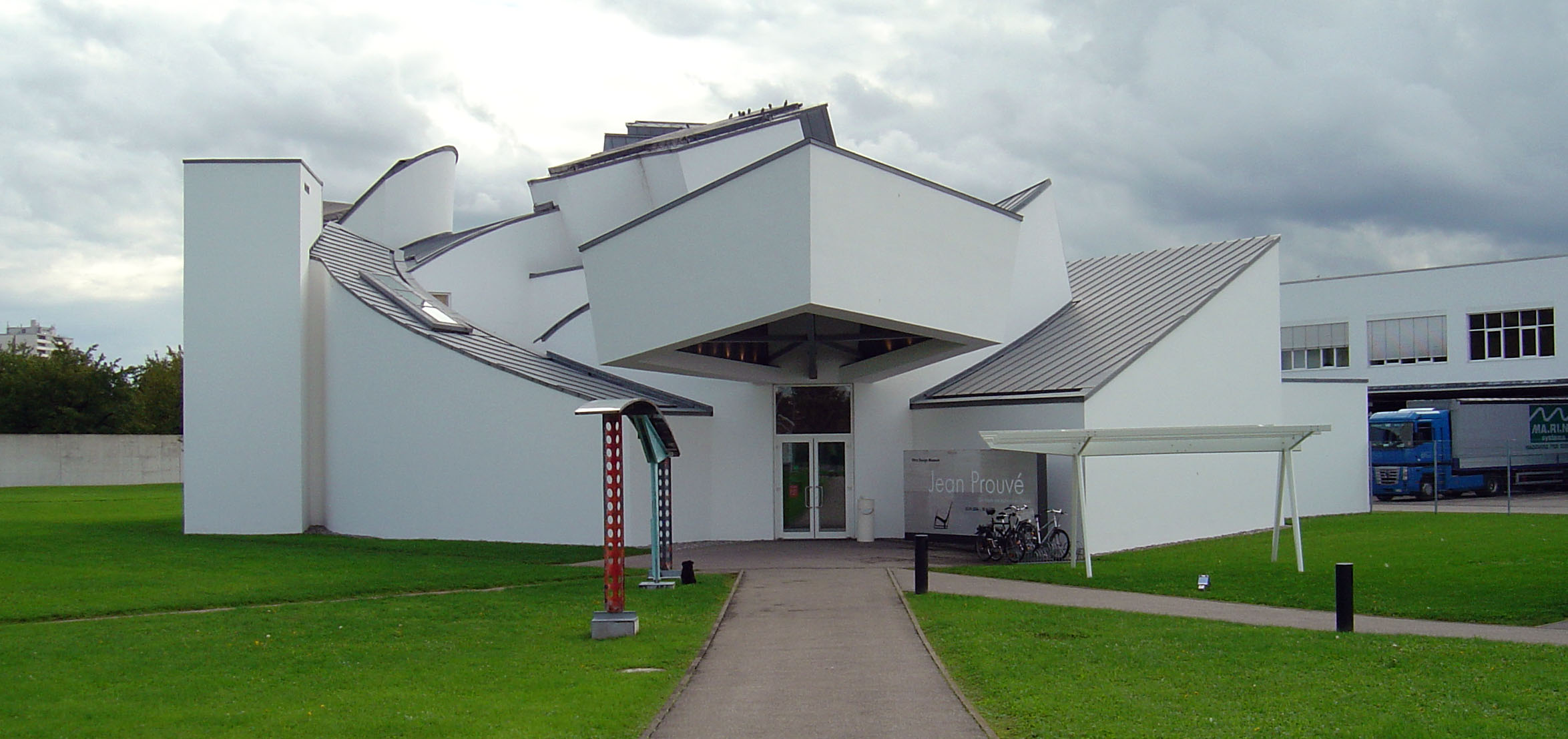
Vitra Design Museum av Frank Gehry

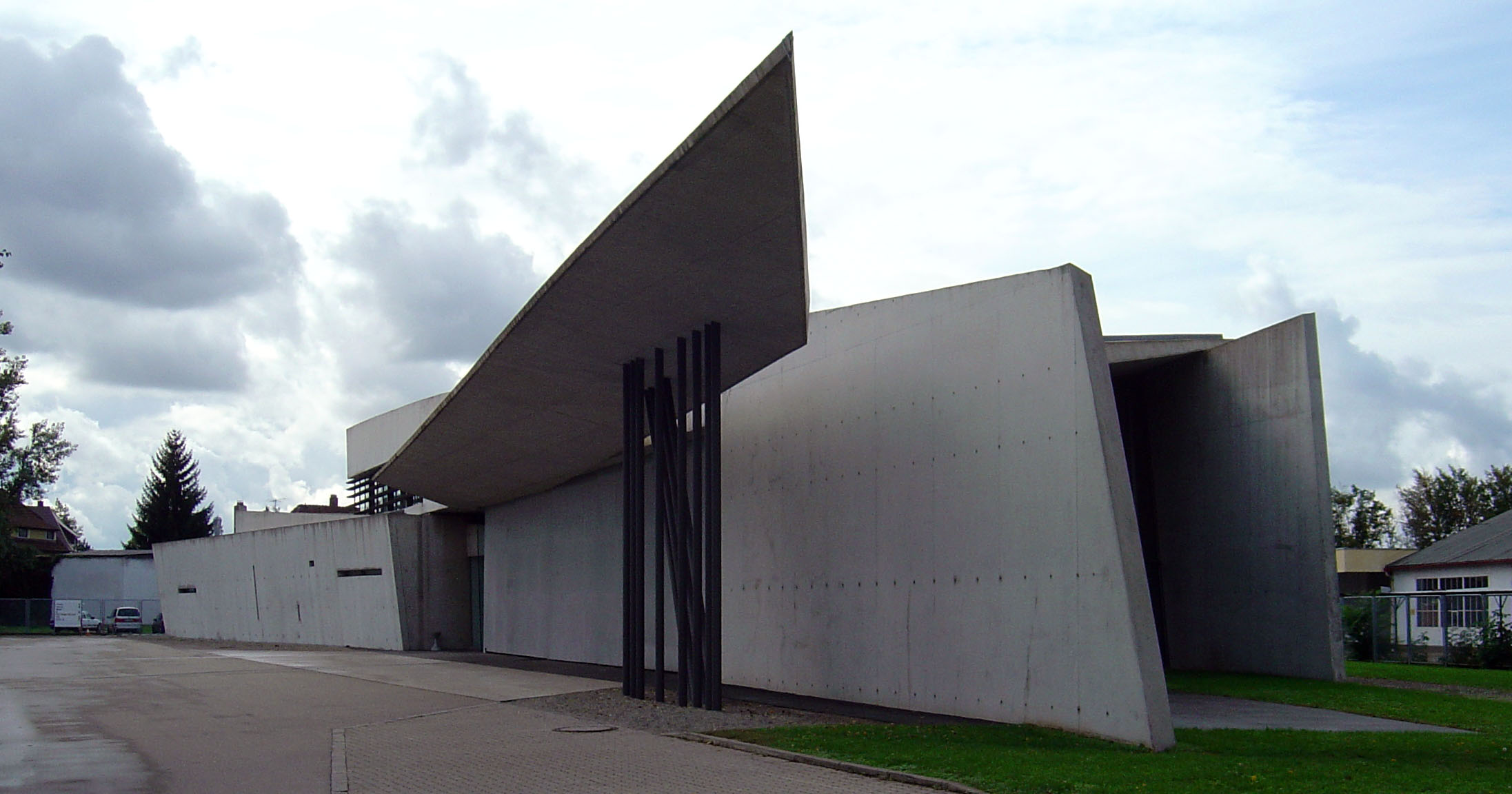
Brandstation, numera möbelmuseum av Zaha Hadid

Vitra är ett schweiziskt möbelföretag.

## Historik
Vitra är, förutom för sin möbelproduktion, känt för de många byggnader på fabriksområdet  i Weil am Rhein i Tyskland som ritats av internationellt kända arkitekter, och för Vitra Design Museum. Företaget grundades 1950 av Willi Fehlbaum och skaffade sig tidigt tillverkningslicens för möbler ritade av formgivarparet Charles och Ray Eames samt av amerikanen George Nelson. Företaget har tillverkat möbler formgivna av bland andra Philippe Starck, Verner Panton, Mario Bellini, Ron Arad och Jean Prouvé.
Efter att fabriken förstörts i en brand 1981 anlitades den brittiska arkitekten Nicholas Grimshaw för att rita en ny fabriksbyggnad. Denna kompletterades 1986 av en annan byggnad av Álvaro Siza, följd av en tredje byggnad 1989 av Frank Gehry. Denne ritade också huvudbyggnaden för Vitra Design Museum.
År 1993 byggdes en brandstation av Zaha Hadid, vilket var hennes första uppförda byggnad, och samma år färdigställdes också en konferensbyggnad av Tadao Ando inom fabriksområdet.
Ytterligare byggnader har tillkommit. År 1994 byggdes en försäljningslokal av Álvaro Siza, år 2000 en geodetisk kupol av Buckminster Fuller för att användas som möteslokal, 2003 sattes upp en bensinstation, ritad av formgivaren Jean Prouvé och 2010 VitraHaus, en möbelutställningsbyggnad av Herzog & de Meuron.